# Polnisches Hilfskorps

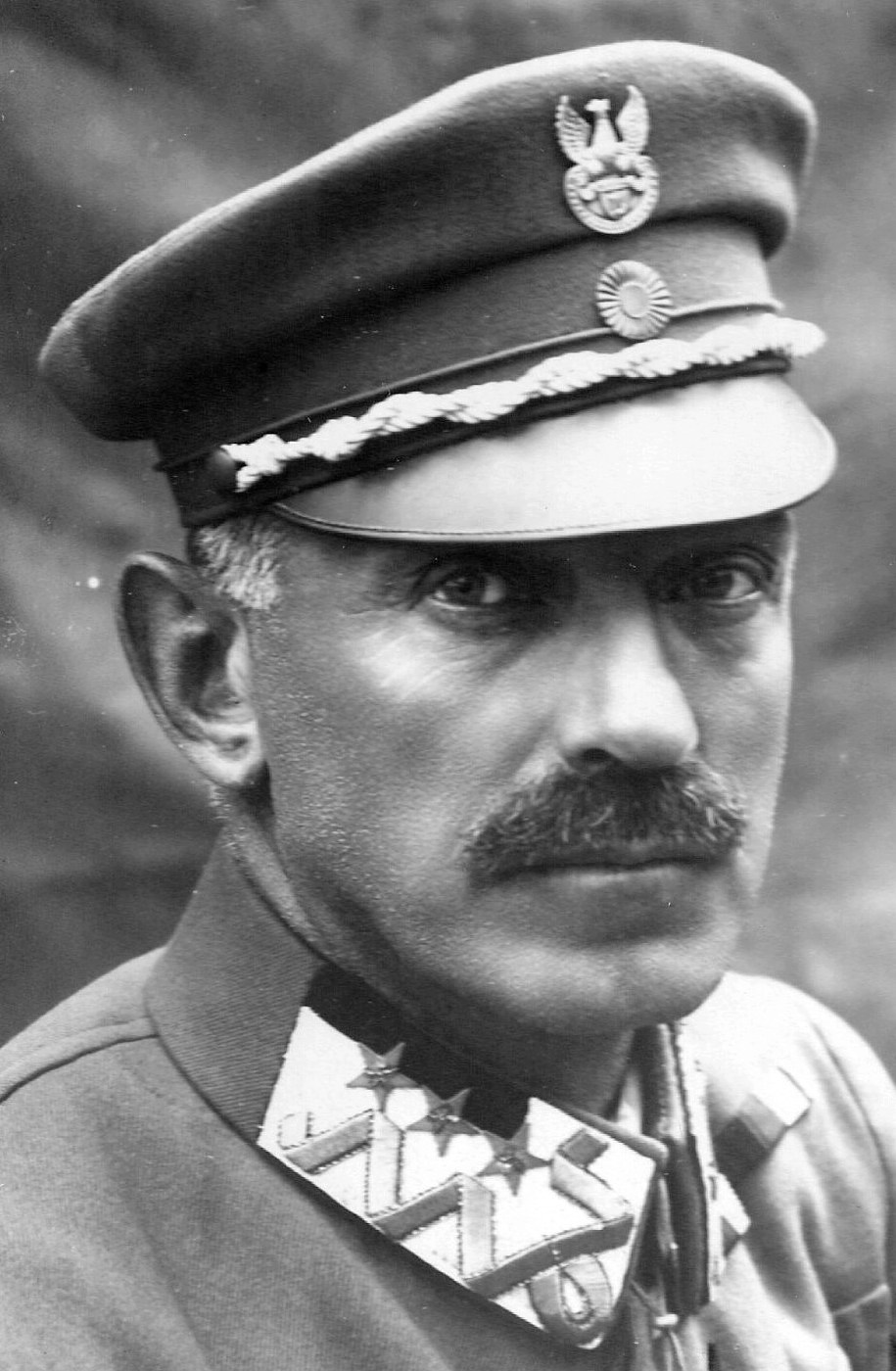
Stanisław Szepycki, Kommandeur des Polnischen Hilfskorps (vor der Eidkrise)

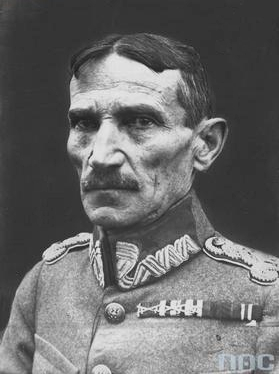
Zygmunt Zieliński, Kommandeur des Polnischen Hilfskorps (nach der Eidkrise)

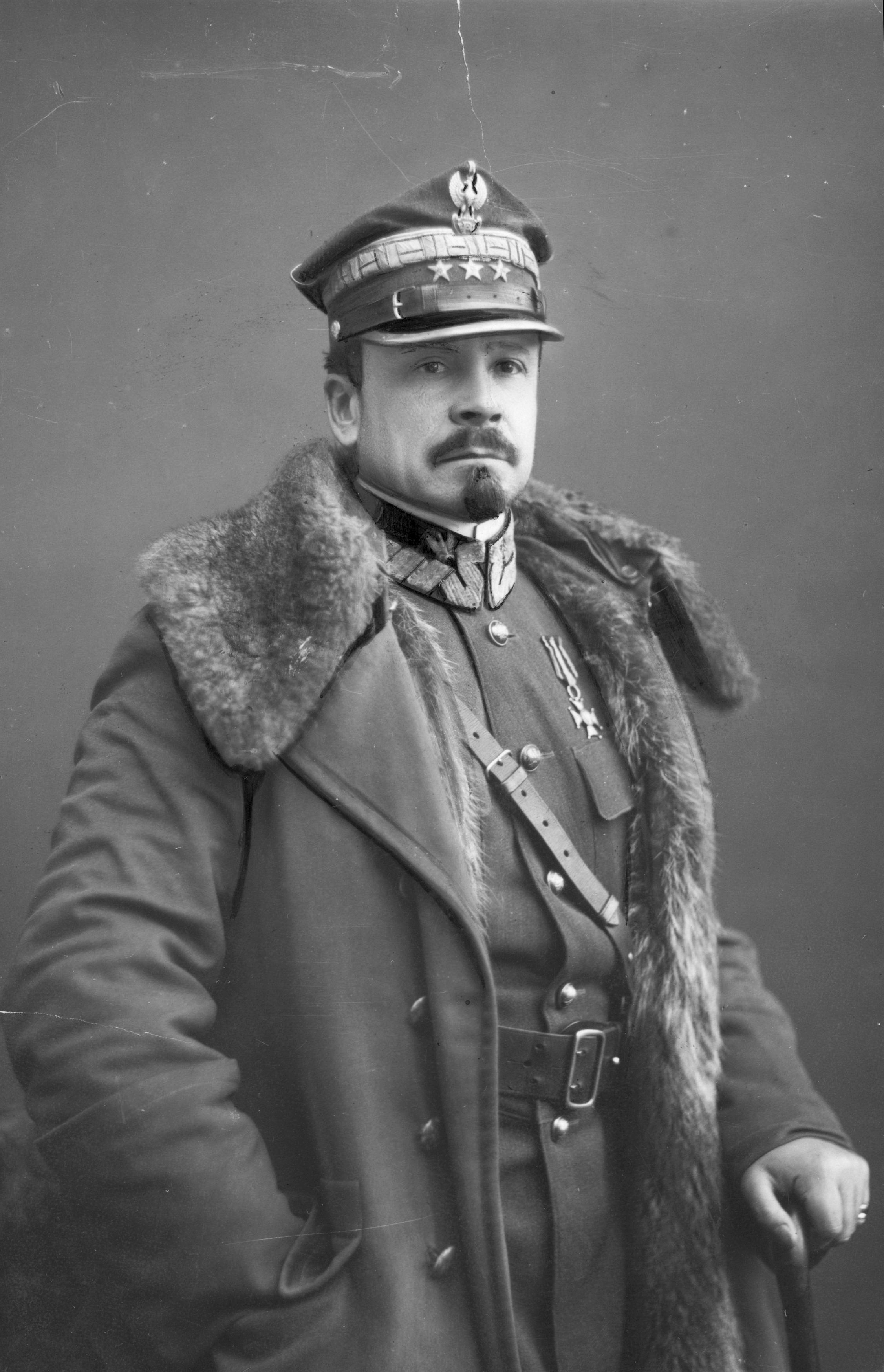
Józef Haller, Kommandeur der II. Brigade des Hilfskorps

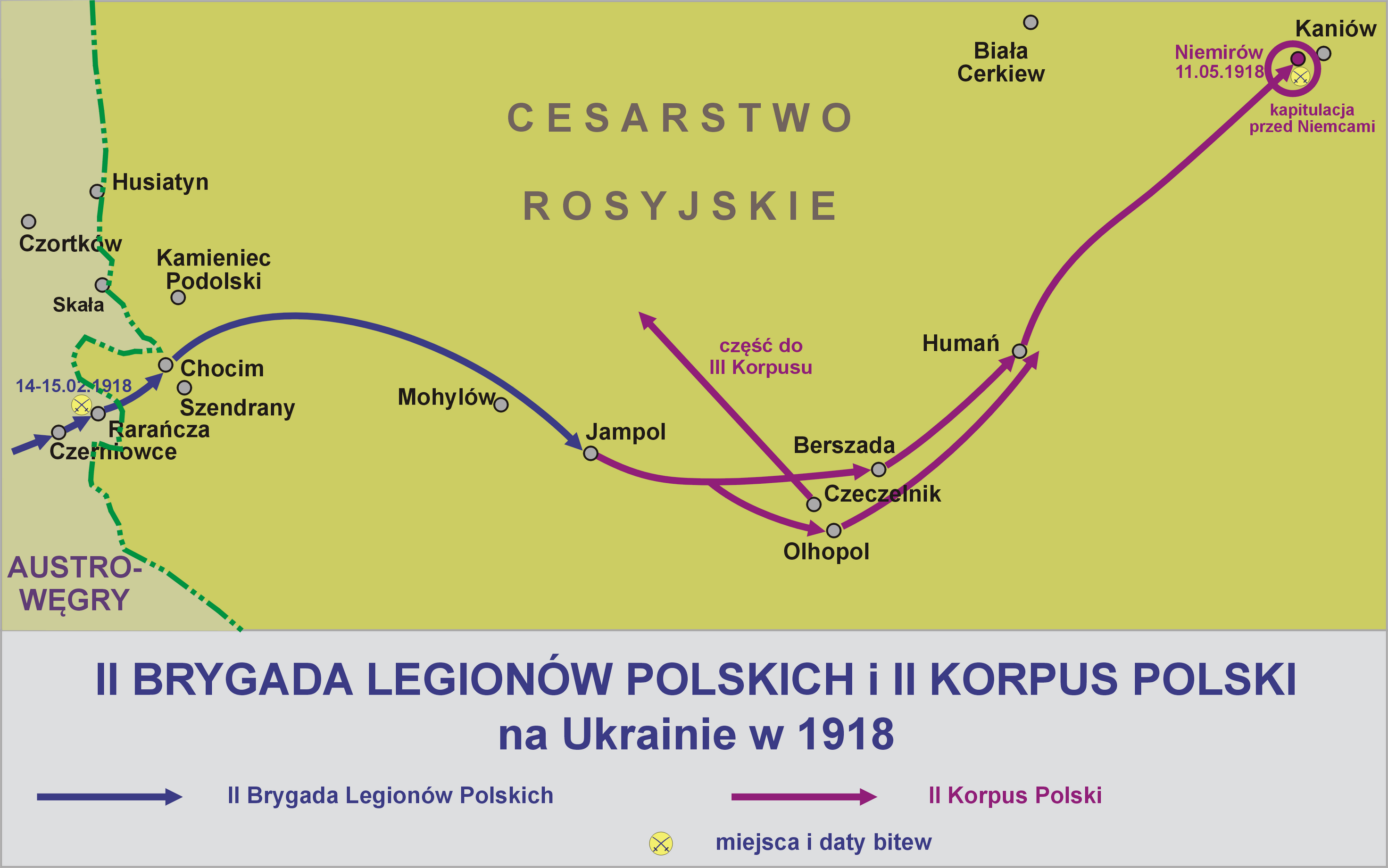
Vormarsch und Gefechte der II. Legionenbrigade bzw. des II. Polnischen Korps unter Haller nach Unterzeichnung des Friedensvertrages von Brest-Litowsk im Jahr 1918

Als Polnisches Hilfskorps (poln.: Polski Korpus Posiłkowy – PKP) wurden nacheinander zwei aus polnischen Soldaten bestehende und auf Seiten der Mittelmächte kämpfende militärische Großverbände in der zweiten Hälfte des Ersten Weltkriegs bezeichnet. Zunächst wurden am 19. September 1916 die Polnischen Legionen in Polnisches Hilfskorps umbenannt. Nach der Eidkrise und der folgenden Aufteilung der ehemaligen Legionen auf verschiedene Verbände wurde die Bezeichnung für einen Verband genutzt, dessen Basis von einem Teil der aus Galizien stammenden Legionäre gebildet und der in die österreich-ungarische Armee eingegliedert wurde. Dieser Verband bestand bis zum 19. Februar 1918.

## Geschichte
Nachdem im Spätsommer 1915 die Truppen der Mittelmächte das vormalige Weichselland besetzt hatten, kam es zu Überlegungen, wie die Polnischen Legionen, die seit Kriegsbeginn an der Seite des österreichisch-ungarischen Heeres gegen die Truppen des kaiserlichen Russlands gekämpft hatten, zukünftig einzusetzen seien. In den obersten Heeresleitungen der deutschen und österreichischen Verbündeten entstand die Idee, die Legionen in eine neue, zukünftig größere Truppe umzuwandeln, die als Bestandteil der verbündeten Heere zur Unterstützung der eigenen Kriegsziele – auch im Westen – eingesetzt werden könnte.
Die Bezeichnung dieser neuaufzustellenden polnischen Armee war gut durchdacht. Der Ausdruck „Korps“ sollte auf die Größe und Geschlossenheit des Großverbandes hinweisen. Die Formulierungen „polnisch“ und „Hilfe“ sollten die Souveränität des polnischen Volkes und dessen freiwillige Unterstützung des deutschen Heeres im Krieg ausdrücken. Die k.u.k.-Armeeleitung war bereit, den Kern des neuen Hilfskorps – die kampferprobten Polnischen Legionen, die bislang unter österreichisch-ungarischer Führung vor allem an der russischen Front eingesetzt worden waren – abzutreten.
Die Idee der Umwandlung der Legionen in ein dem deutschen Heer (Oberste Heeresleitung) zu unterstellendes Hilfskorps stieß bei vielen Polen auf Widerstand. Besonders Józef Piłsudski sprach sich für die Schaffung eines selbständigen polnischen Heeres aus. Der Warschauer Generalgouverneur, Hans von Beseler, bestand aber auf der Schaffung des Hilfskorps; so sprach er sich gegenüber dem polnischen Grafen Adam Ronikier gegen die Errichtung eines polnischen Heeres aus.

### Polnisches Hilfskorps vor der Eidkrise
Noch vor Ausrufung des Regentschaftskönigreichs Polen am 5. November 1916 wurden die Legionen in das Polnische Hilfskorps umformiert. Mit Datum vom 19. September 1916 wurden das Polnische Hilfskorps offiziell unter dem Obristen und Grafen Stanisław Szeptycki aufgestellt. Es stand noch unter Befehl des österreichisch-ungarischen Oberkommandos. Bereits im November 1916 erreichte das Korps seine vorläufige Sollstärke von rund 20.000 Mann und 1000 Offizieren. Eine Umwandlung der bisherigen drei Brigaden der Legionen in zwei Divisionen war vorgesehen.
Mit Erlass vom 10. April 1917 wurde das Hilfskorps der provisorischen Regierung des Regentschaftskönigreichs, dem Staatsrat, unterstellt. Am 9. Juli 1917 sollte die Vereidigung des Korps auf die Mittelmächte erfolgen. Ein großer Teil der Truppen verweigerte diesen Eid.

### Polnisches Hilfskorps nach der Eidkrise
In Folge der Eidkrise wurde die Idee der Zusammenfassung polnischer Truppen in einem einzigen Großverband unter deutschem Oberbefehl aufgegeben. Es kam zu einer Aufteilung der ehemaligen Legionen-Soldaten. Teile wurden in die neugeschaffene Polnische Wehrmacht übernommen, andere interniert und später in österreichisch-ungarische Einheiten zwangsverpflichtet.
Die II. Legionen-Brigade, die von Józef Haller kommandiert wurde und den Eid überwiegend abgelegt hatte, wurde in das nun wieder der k.u.k.-Heeresleitung unterstellte Hilfskorps überführt, da die Angehörigen dieser Brigade überwiegend Galizier und damit offiziell österreichische Staatsbürger waren. Dieses Polnische Hilfskorps wurde in Przemyśl aufgestellt, dem General Zygmunt Zieliński unterstellt und auf rund 7500 Mann aufgestockt. Es bestand aus:
- II. Brigade der Legionen unter Oberst Józef Haller, gebildet aus
  - 2. Infanterieregiment der Legionen unter Oberstleutnant Michał Rola-Żymierski
  - 3. Infanterieregiment der Legionen unter Major Józef Zając (später General)
- 2. Kavallerieregiment der Legionen (Ulanen) unter Hauptmann Józef Dunin-Borkowski
- 1. Leichtes Artillerieregiment der Legionen unter Major Włodzimierz Zagórski (später General)
- Rekrutierungskommandantur (Komenda uzupełnień) unter Oberst Władysław Sikorski

Das Korps wurde in Folge an der russischen Front eingesetzt. Am 25. Oktober 1917 stand es im Raum Czernowitz und verfügte über 431 Offiziere und 7135 Mannschaften. In der Nacht zum 15. Februar 1918 durchbrach Haller hier mit einem Teil des Korps (vorwiegend der von ihm geführten II. Brigade) aus Protest gegen die Verhandlungen zum Friedensvertrag von Brest-Litowsk die österreichisch-russische Frontlinie, vereinte sich mit polnischen Einheiten auf ukrainischem Gebiet (dem am 21. Dezember 1917 geschaffenen II. Polnischen Korps in Russland) und kämpfte gegen österreichische und deutsche Truppen. Teile der am 11. Mai 1918 bei Niemirów/Kaniw unterlegenen polnischen Einheiten gingen später in der von Haller in Frankreich aufgebauten Blauen Armee auf. Das Polnische Hilfskorps wurde nach der Meuterei der Haller-Soldaten aufgelöst. Die nicht am Grenzübertritt beteiligten Soldaten des Korps wurden im April 1918 über eine ambulante Musterungskommission von der 7. österreichischen Armee zur Isonzo-Armee verlegt.
Wie auch bei der Polnischen Wehrmacht sollten Offiziere und Mannschaften des Polnischen Hilfskorps die Basis für den Aufbau der Polnischen Armee nach der Erlangung der Unabhängigkeit bilden.